# Équancourt
Équancourt – miejscowość i gmina we Francji, w regionie Hauts-de-France, w departamencie Somma.
Według danych na rok 2011 gminę zamieszkiwało 317 osób, a gęstość zaludnienia wynosiła 41 osób/km² (wśród 2293 gmin Pikardii Équancourt plasuje się na 707. miejscu pod względem liczby ludności, natomiast pod względem powierzchni na miejscu 629.).